# Campeonato de Alemania Oriental de hockey sobre patines
El Campeonato de Alemania Oriental de hockey sobre patines fue una competición deportiva que se disputó en la extinta República Democrática Alemana entre 1948 y 1990.
Antes de la Segunda Guerra Mundial los equipos de la parte oriental de Alemania participaban en el Campeonato de Alemania, el cual comenzó en 1920. Finalizada la guerra la zona oriental quedó bajo el control de la Unión Soviética, y en 1948, un año antes de su constitución de como país independiente ya se puso en marcha el primer campeonato nacional de liga de hockey sobre patines.
Una vez creada la República Democrática Alemana en 1949, se implantaron en 1950 el campeonato de copa y el campeonato nacional en categoría junior. En 1952 comenzó el campeonato nacional juvenil.
En 1990 el país desapareció al integrarse en la República Federal Alemana y se disputó la última edición de los campeonatos nacionales en los distintos deportes, integrándose los clubes de Alemania Oriental a partir de la siguiente temporada en las competiciones de la Alemania reunificada.
Los clubes participantes pertenecían principalmente a tres de los lander germano orientalesː Sajonia, Anhalt y Turingia.

## Historial del Campeonato de Liga (Meisterschaft)
| Ed.     | Año  | Tabla de clasificaciones | Tabla de clasificaciones    | Tabla de clasificaciones    | Tabla de clasificaciones |
| Ed.     | Año  | Campeón                  | Subcampeón                  | Tercer clasificado          |                          |
| ------- | ---- | ------------------------ | --------------------------- | --------------------------- | ------------------------ |
| I       | 1948 | SG Chemnitz-West         |                             |                             |                          |
| II      | 1949 | SG Fortuna Erfurt        | Nagema Chemnitz             | Chemie Granschütz           |                          |
| III     | 1950 | RFT Gera                 | Nagema Chemnitz             | Chemie Granschütz           |                          |
| IV      | 1951 | BSG Motor Gera           | Chemie Granschütz           | BSG Einheit Ost Leipzig     |                          |
| V       | 1952 | BSG Empor Gera           | BSG Einheit Ost Leipzig     | Chemie Granschütz           |                          |
| VI      | 1953 | BSG Empor Gera           | Chemie Granschütz           | BSG Einheit Ost Leipzig     |                          |
| VII     | 1954 | Chemie Granschütz        | BSG Empor Gera              |                             |                          |
| VIII    | 1955 | BSG Empor Gera           | Chemie Granschütz           |                             |                          |
| IX      | 1956 | BSG Empor Gera           | Chemie Granschütz           | SC Motor Karl-Marx-Stadt    |                          |
| X       | 1957 | Chemie Granschütz        | BSG Wismut Gera             | SC Motor Karl-Marx-Stadt    |                          |
| XI      | 1958 | Chemie Granschütz        |                             |                             |                          |
| XII     | 1959 | Chemie Granschütz        |                             |                             |                          |
| XIII    | 1960 | Chemie Granschütz        |                             |                             |                          |
| XIV     | 1961 | Chemie Granschütz        | BSG Aufbau Gera             | Aufbau Böhlitz-Ehrenberg    |                          |
| XV      | 1962 | Chemie Granschütz        | Chemie Granschütz B         | BSG Aufbau Gera             |                          |
| XVI     | 1963 | Chemie Granschütz        | BSG Aufbau Gera             | BSG Fortschritt Weißenfels  |                          |
| XVII    | 1964 | Stahl Hettstedt          | Chemie Granschütz           | BSG Aufbau Gera             |                          |
| XVIII   | 1965 | Chemie Granschütz        |                             |                             |                          |
| XIX     | 1966 | Chemie Granschütz        | BSG Aufbau Gera             | BSG Medizin Karl-Marx-Stadt |                          |
| XX      | 1967 | Chemie Granschütz        | BSG Fortschritt Weißenfels  | BSG Medizin Karl-Marx-Stadt |                          |
| XXI     | 1968 | Chemie Granschütz        | BSG Aufbau Gera             | Chemie Webau                |                          |
| XXII    | 1969 | Chemie Granschütz        | BSG Aufbau Gera             | Chemie Webau                |                          |
| XXIII   | 1970 | Chemie Granschütz        | BSG Medizin Karl-Marx-Stadt | Chemie Webau                |                          |
| XXIV    | 1971 | Chemie Granschütz        | BSG Aufbau Gera             | Aufbau Böhlitz-Ehrenberg    |                          |
| XXV     | 1972 | Aufbau Böhlitz-Ehrenberg | Chemie Granschütz           | BSG Aufbau Gera             |                          |
| XXVI    | 1973 | Chemie Granschütz        | BSG Aufbau Gera             | Aufbau Böhlitz-Ehrenberg    |                          |
| XXVII   | 1974 | Aufbau Böhlitz-Ehrenberg | BSG Aufbau Gera             | Chemie Granschütz           |                          |
| XXVIII  | 1975 | Chemie Granschütz        | Aufbau Böhlitz-Ehrenberg    | BSG Aufbau Gera             |                          |
| XXIX    | 1976 | Aufbau Böhlitz-Ehrenberg | Chemie Granschütz           | BSG Tiefbau Gera            |                          |
| XXX     | 1977 | BSG Tiefbau Gera         | Aufbau Böhlitz-Ehrenberg    | BSG Einheit Ballenstedt     |                          |
| XXXI    | 1978 | Aufbau Böhlitz-Ehrenberg | BSG Tiefbau Gera            | BSG Chemie Zeitz            |                          |
| XXXII   | 1979 | BSG Tiefbau Gera         | Aufbau Böhlitz-Ehrenberg    | BSG MK Allstedt             |                          |
| XXXIII  | 1980 | Aufbau Böhlitz-Ehrenberg | BSG MK Allstedt             |                             |                          |
| XXXIV   | 1981 | Aufbau Böhlitz-Ehrenberg | BSG MK Allstedt             |                             |                          |
| XXXV    | 1982 | Aufbau Böhlitz-Ehrenberg | BSG Tiefbau Gera            | BSG MK Allstedt             |                          |
| XXXVI   | 1983 | Aufbau Böhlitz-Ehrenberg | BSG Tiefbau Gera            | BSG Chemie Zeitz            |                          |
| XXXVII  | 1984 | Aufbau Böhlitz-Ehrenberg | BSG Chemie Ballenstedt      | BSG Medizin Karl-Marx-Stadt |                          |
| XXXVIII | 1985 | BSG Chemie Ballenstedt   | BSG Tiefbau Gera            | BSG Chemie Zeitz            |                          |
| XXXIX   | 1986 | Aufbau Böhlitz-Ehrenberg | BSG Chemie Zeitz            | BSG Tiefbau Gera            |                          |
| XL      | 1987 | Aufbau Böhlitz-Ehrenberg |                             |                             |                          |
| XLI     | 1988 | Aufbau Böhlitz-Ehrenberg |                             |                             |                          |
| XLII    | 1989 | BSG Chemie Ballenstedt   |                             |                             |                          |
| XLIII   | 1990 | BSG Chemie Ballenstedt   | Aufbau Böhlitz-Ehrenberg    | BSG Tiefbau Gera            |                          |